# Chypre au Concours Eurovision de la chanson
Chypre participe au Concours Eurovision de la chanson, depuis sa vingt-sixième édition, en 1981, et ne l'a encore jamais remporté.

## Participation
Le pays participe donc depuis 1981 et a manqué trois éditions, en 1988, 2001 et 2014,. 
En 1988, Chypre choisit pour la représenter la chanson Thimame, écrite et composée par John Vickers et Aristos Moskovakis, et interprétée par Yiannis Demetriou,. Mais, quelques semaines avant le concours, le diffuseur chypriote RIK disqualifie la chanson en raison du fait qu'elle s'avère être le réarrangement d’un morceau ayant déjà concouru à la sélection nationale chypriote pour l'Eurovision en 1984. Chypre est contrainte de se retirer à la dernière minute,.
En 2001, le pays fut relégué, à la suite des résultats obtenus l’année précédente.
En 2014, le pays décida de se retirer pour des raisons financières,.
Depuis l'instauration des demi-finales, en 2004, Chypre a manqué huit finales du concours, en 2006, 2007, 2008, 2009, 2011, 2013, 2022 et 2025. 

## Résultats
Chypre n'a encore jamais remporté le concours. 
Le meilleur classement du pays en finale demeure jusqu'à présent la seconde place d'Eleni Foureira, en 2018.
A contrario, Chypre a terminé à une reprise à la dernière place, en 1986. Le pays n’a jamais obtenu de nul point.

## Pays hôte
Chypre n'a encore jamais organisé le concours.

## Faits notables
En 1999, la chanson chypriote, Tha ‘nai erotas, fut donnée favorite par les parieurs, dès sa sélection. Ce fut donc une grande surprise pour tous, lorsqu’elle termina avant-dernière, avec à peine deux points.

## Représentants[6]
| Édition | Année | Artiste(s)                         | Chanson                      | Langue(s)           | Traduction française                 | Finale                                                 | Finale                                                 | Demi-finale                                            | Demi-finale                                            |
| Édition | Année | Artiste(s)                         | Chanson                      | Langue(s)           | Traduction française                 | Place                                                  | Points                                                 | Place                                                  | Points                                                 |
| ------- | ----- | ---------------------------------- | ---------------------------- | ------------------- | ------------------------------------ | ------------------------------------------------------ | ------------------------------------------------------ | ------------------------------------------------------ | ------------------------------------------------------ |
| 26e     | 1981  | Island                             | Monika                       | Grec                | -                                    | 06                                                     | 69                                                     |                                                        |                                                        |
| 27e     | 1982  | Ánna Víssi                         | Mono i agapi                 | Grec                | Seulement l'amour                    | 05                                                     | 85                                                     |                                                        |                                                        |
| 28e     | 1983  | Stavros & Konstantina              | I agapi akoma zi             | Grec                | L'amour est toujours en vie          | 16                                                     | 26                                                     |                                                        |                                                        |
| 29e     | 1984  | Andy Paul                          | Anna Maria Lena              | Grec                | -                                    | 15                                                     | 31                                                     |                                                        |                                                        |
| 30e     | 1985  | Lía Víssi                          | To katálava argá             | Grec                | Je m'en suis rendu compte trop tard  | 16                                                     | 15                                                     |                                                        |                                                        |
| 31e     | 1986  | Elpída                             | Tóra Zo                      | Grec                | Maintenant, je vis                   | 20                                                     | 04                                                     |                                                        |                                                        |
| 32e     | 1987  | Aléxia                             | Aspro-mavro                  | Grec                | Blanc-noir                           | 07                                                     | 80                                                     |                                                        |                                                        |
| 33e     | 1988  | Yiannis Demetriou                  | Thimame                      | Grec                | Nous nous sommes souvenus            | Retrait                                                | Retrait                                                |                                                        |                                                        |
| 34e     | 1989  | Fani Polymeri & Yiannis Savvidakis | Apopse as vrethoume          | Grec                | Rencontrons-nous ce soir             | 11                                                     | 51                                                     |                                                        |                                                        |
| 35e     | 1990  | Anastazio                          | Milas poli                   | Grec                | Tu parles trop                       | 14                                                     | 36                                                     |                                                        |                                                        |
| 36e     | 1991  | Elena Patroklou                    | S.O.S.                       | Grec                | -                                    | 09                                                     | 60                                                     |                                                        |                                                        |
| 37e     | 1992  | Evrydíki                           | Teriazoume                   | Grec                | Nous nous ressemblons                | 11                                                     | 57                                                     |                                                        |                                                        |
| 38e     | 1993  | Zimboulakis & Van Beke             | Mi stamatas                  | Grec                | Ne t'arrête pas                      | 19                                                     | 17                                                     |                                                        |                                                        |
| 39e     | 1994  | Evrydíki                           | Ime anthropos ki ego         | Grec                | Je suis humaine aussi                | 11                                                     | 51                                                     |                                                        |                                                        |
| 40e     | 1995  | Alexandros Panayi                  | Sti fotia                    | Grec                | Dans le feu                          | 09                                                     | 79                                                     |                                                        |                                                        |
| 41e     | 1996  | Constantínos                       | Móno yia mas                 | Grec                | Seulement pour nous                  | 09                                                     | 72                                                     |                                                        |                                                        |
| 42e     | 1997  | Hara & Andreas Konstantinou        | Mana mou                     | Grec                | Ma patrie                            | 05                                                     | 98                                                     |                                                        |                                                        |
| 43e     | 1998  | Michális Chatzigiánnis             | Genesis                      | Grec                | Genèse                               | 11                                                     | 37                                                     |                                                        |                                                        |
| 44e     | 1999  | Marlain                            | Tha 'ne erotas               | Grec                | Ce sera de l'amour                   | 22                                                     | 02                                                     |                                                        |                                                        |
| 45e     | 2000  | Voice                              | Nomiza                       | Grec, italien       | J'ai cru                             | 21                                                     | 08                                                     |                                                        |                                                        |
| 46e     | 2001  | Relégation en 2001.                | Relégation en 2001.          | Relégation en 2001. | Relégation en 2001.                  | Relégation en 2001.                                    | Relégation en 2001.                                    |                                                        |                                                        |
| 47e     | 2002  | One                                | Gimme                        | Anglais             | Donne-moi                            | 06                                                     | 85                                                     |                                                        |                                                        |
| 48e     | 2003  | Stelios Konstantas                 | Feeling Alive                | Anglais             | Se sentir vivant                     | 20                                                     | 15                                                     |                                                        |                                                        |
| 49e     | 2004  | Lisa Andreas                       | Stronger Every Minute        | Anglais             | Plus fort à chaque minute            | 05                                                     | 170                                                    | 05                                                     | 149                                                    |
| 50e     | 2005  | Constantínos                       | Éla Éla                      | Anglais             | -                                    | 18                                                     | 46                                                     |                                                        |                                                        |
| 51e     | 2006  | Annette Artani                     | Why Angels Cry               | Anglais             | Pourquoi les anges pleurent          |                                                        |                                                        | 15                                                     | 57                                                     |
| 52e     | 2007  | Evrydíki                           | Comme ci, comme ça           | Français            | -                                    |                                                        |                                                        | 15                                                     | 65                                                     |
| 53e     | 2008  | Evdokia Kadi                       | Femme fatale                 | Grec                | -                                    |                                                        |                                                        | 15                                                     | 36                                                     |
| 54e     | 2009  | Christína Metaxá                   | Firefly                      | Anglais             | Luciole                              |                                                        |                                                        | 14                                                     | 32                                                     |
| 55e     | 2010  | Jon Lilygreen & The Islanders      | Life Looks Better In Spring  | Anglais             | La vie semble meilleure au printemps | 21                                                     | 27                                                     | 10                                                     | 67                                                     |
| 56e     | 2011  | Chrístos Mylórdos                  | San ággelos s’agápisa        | Grec                | Je t'aimais comme un ange            |                                                        |                                                        | 18                                                     | 16                                                     |
| 57e     | 2012  | Ívi Adámou                         | La La Love                   | Anglais             | La la l'amour                        | 16                                                     | 65                                                     | 07                                                     | 91                                                     |
| 58e     | 2013  | Déspina Olympíou                   | An me thimase                | Grec                | Si tu te souviens de moi             |                                                        |                                                        | 15                                                     | 11                                                     |
| 59e     | 2014  | Retrait en 2014.                   | Retrait en 2014.             | Retrait en 2014.    | Retrait en 2014.                     | Retrait en 2014.                                       | Retrait en 2014.                                       | Retrait en 2014.                                       | Retrait en 2014.                                       |
| 60e     | 2015  | Yánnis Karayánnis                  | One Thing I Should Have Done | Anglais             | Une chose que j'aurais dû faire      | 22                                                     | 11                                                     | 06                                                     | 87                                                     |
| 61e     | 2016  | Minus One                          | Alter Ego                    | Anglais             | -                                    | 21                                                     | 96                                                     | 08                                                     | 164                                                    |
| 62e     | 2017  | Hovig                              | Gravity                      | Anglais             | Gravité                              | 21                                                     | 68                                                     | 05                                                     | 164                                                    |
| 63e     | 2018  | Eleni Foureira                     | Fuego                        | Anglais, espagnol   | Feu                                  | 02                                                     | 436                                                    | 02                                                     | 262                                                    |
| 64e     | 2019  | Tamta                              | Replay                       | Anglais             | Rejouer                              | 13                                                     | 109                                                    | 09                                                     | 149                                                    |
| 65e     | 2020  | Sandro                             | Running                      | Anglais             | Courir                               | Concours annulé à la suite de la pandémie de COVID-19. | Concours annulé à la suite de la pandémie de COVID-19. | Concours annulé à la suite de la pandémie de COVID-19. | Concours annulé à la suite de la pandémie de COVID-19. |
| 65e     | 2021  | Élena Tsagkrinoú                   | El Diablo                    | Anglais, espagnol   | Le diable                            | 16                                                     | 94                                                     | 06                                                     | 170                                                    |
| 66e     | 2022  | Andromache                         | Ela                          | Anglais, grec       | Viens                                |                                                        |                                                        | 12                                                     | 63                                                     |
| 67e     | 2023  | Andrew Lambrou                     | Break A Broken Heart         | Anglais             | Briser un cœur brisé                 | 12                                                     | 126                                                    | 07                                                     | 94                                                     |
| 68e     | 2024  | Silia Kapsis                       | Liar                         | Anglais             | Menteur                              | 15                                                     | 78                                                     | 06                                                     | 67                                                     |
| 69e     | 2025  | Theo Evan                          | Shh                          | Anglais             | Chut                                 |                                                        |                                                        | 11                                                     | 44                                                     |

- Première place
- Deuxième place
- Troisième place
- Dernière place

 Qualification automatique en finale
 Élimination en demi-finale

## Galerie

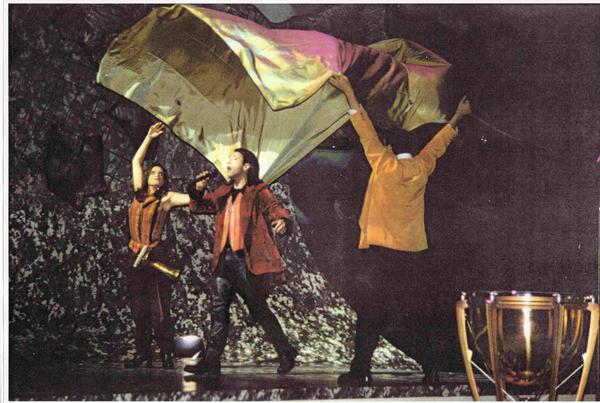
Alex Panayi à Dublin (1995)
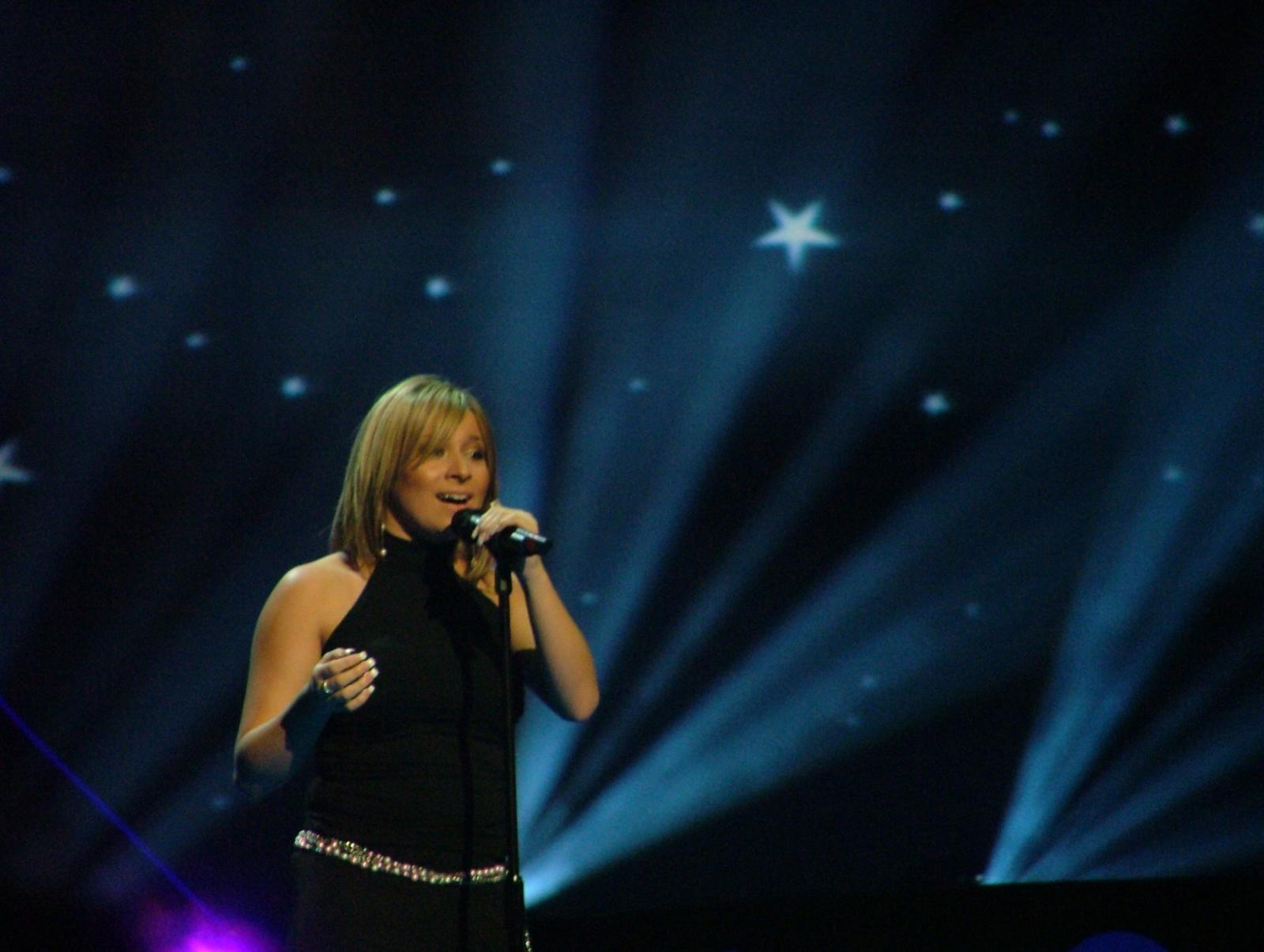
Lisa Andreas à Istanbul (2004)
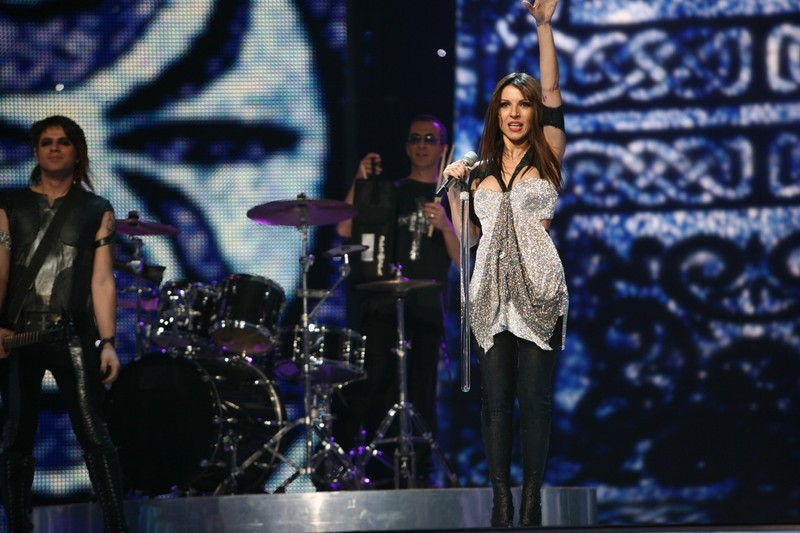
Evrydíki à Helsinki (2007)
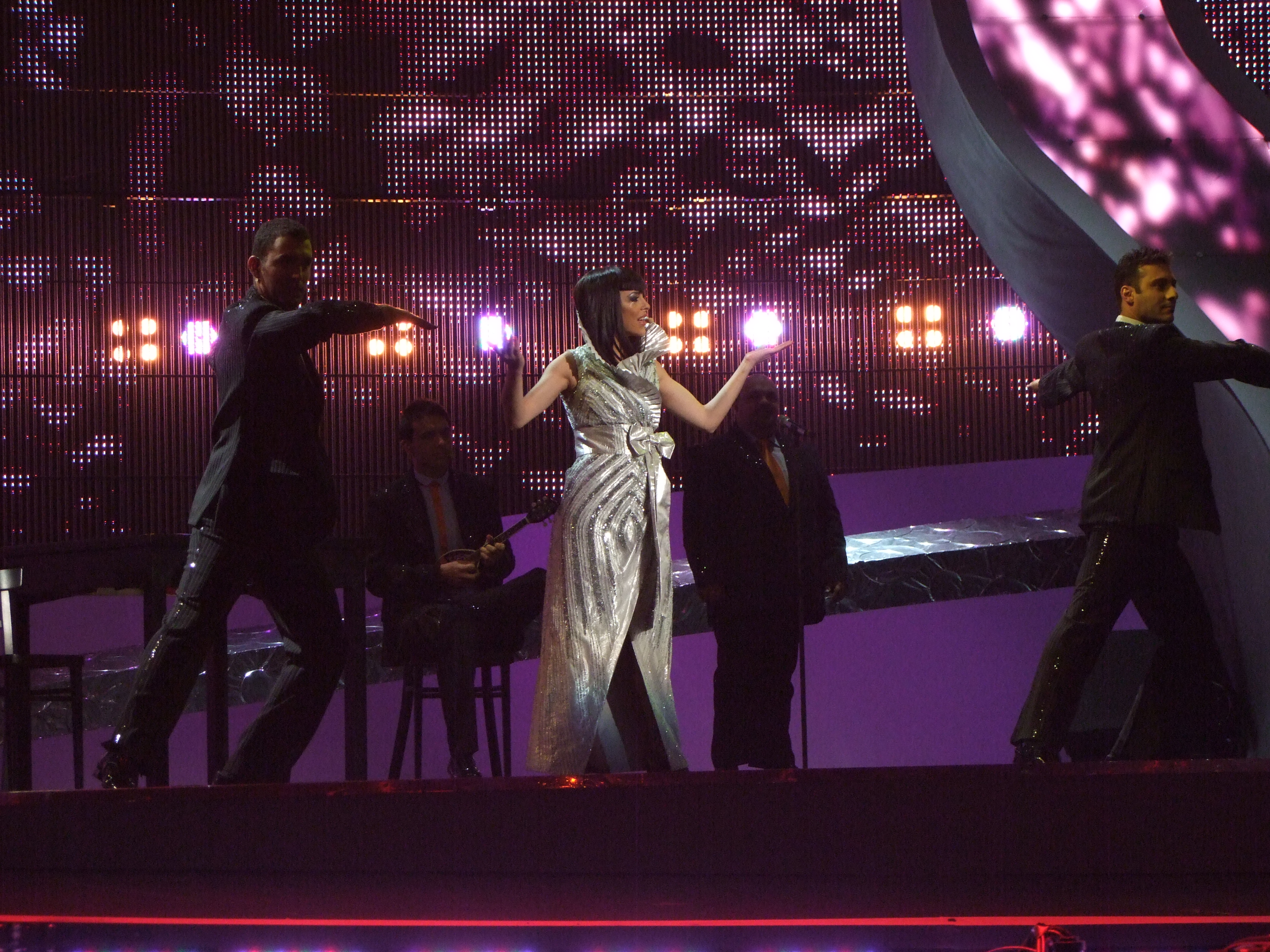
Evdokia Kadi à Belgrade (2008)
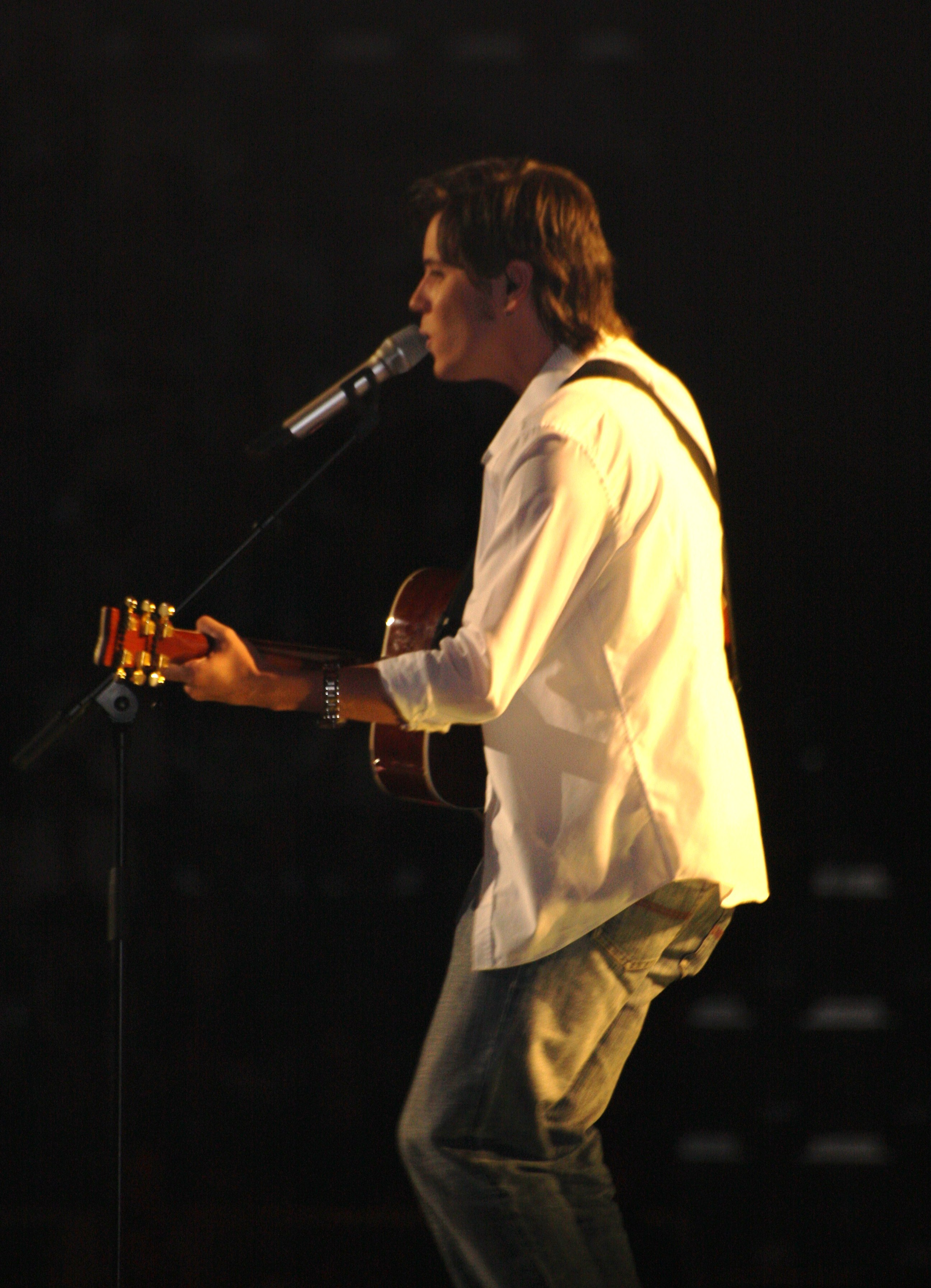
Jon Lilygreen à Oslo (2010)
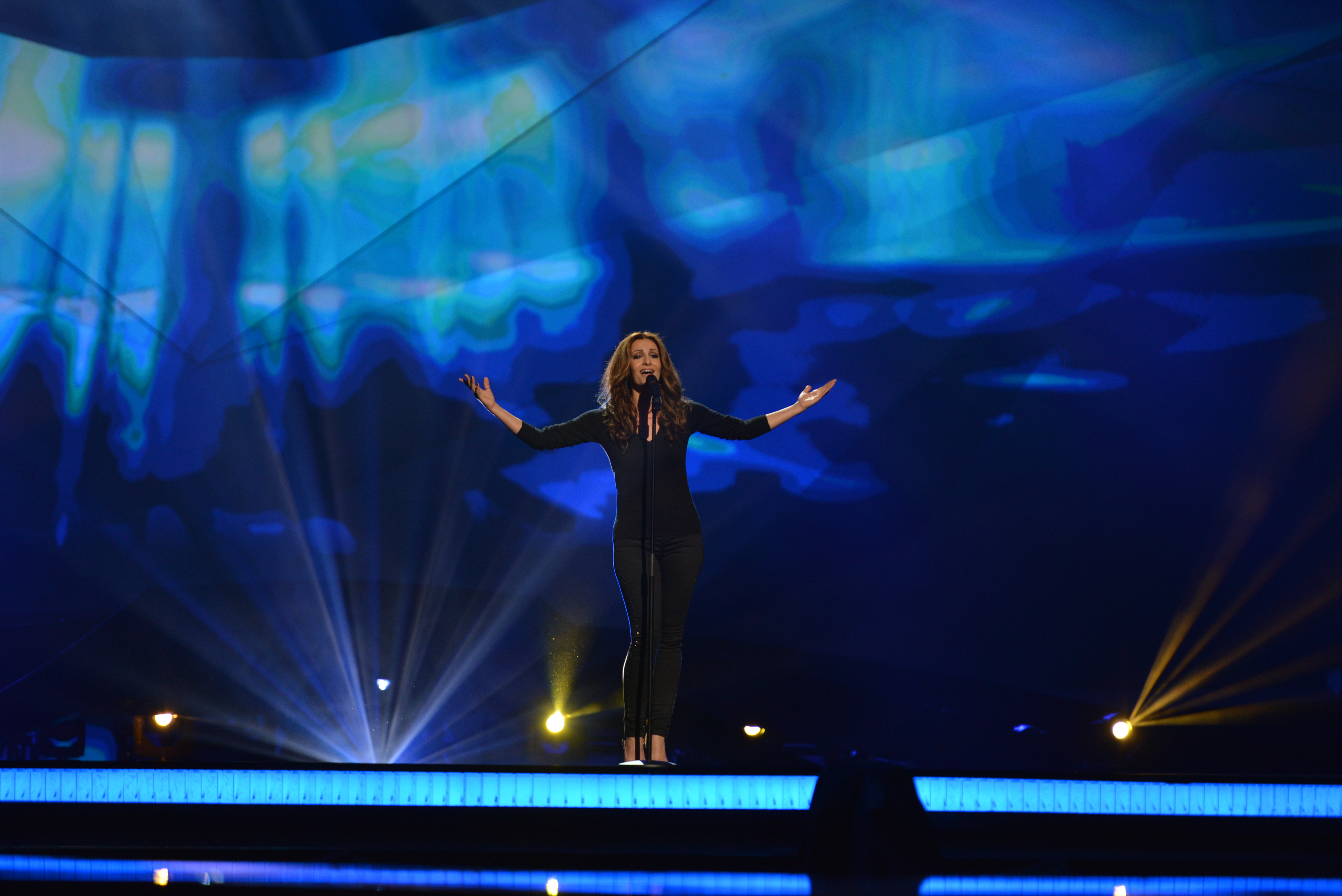
Despina Olympiou à Malmö (2013)
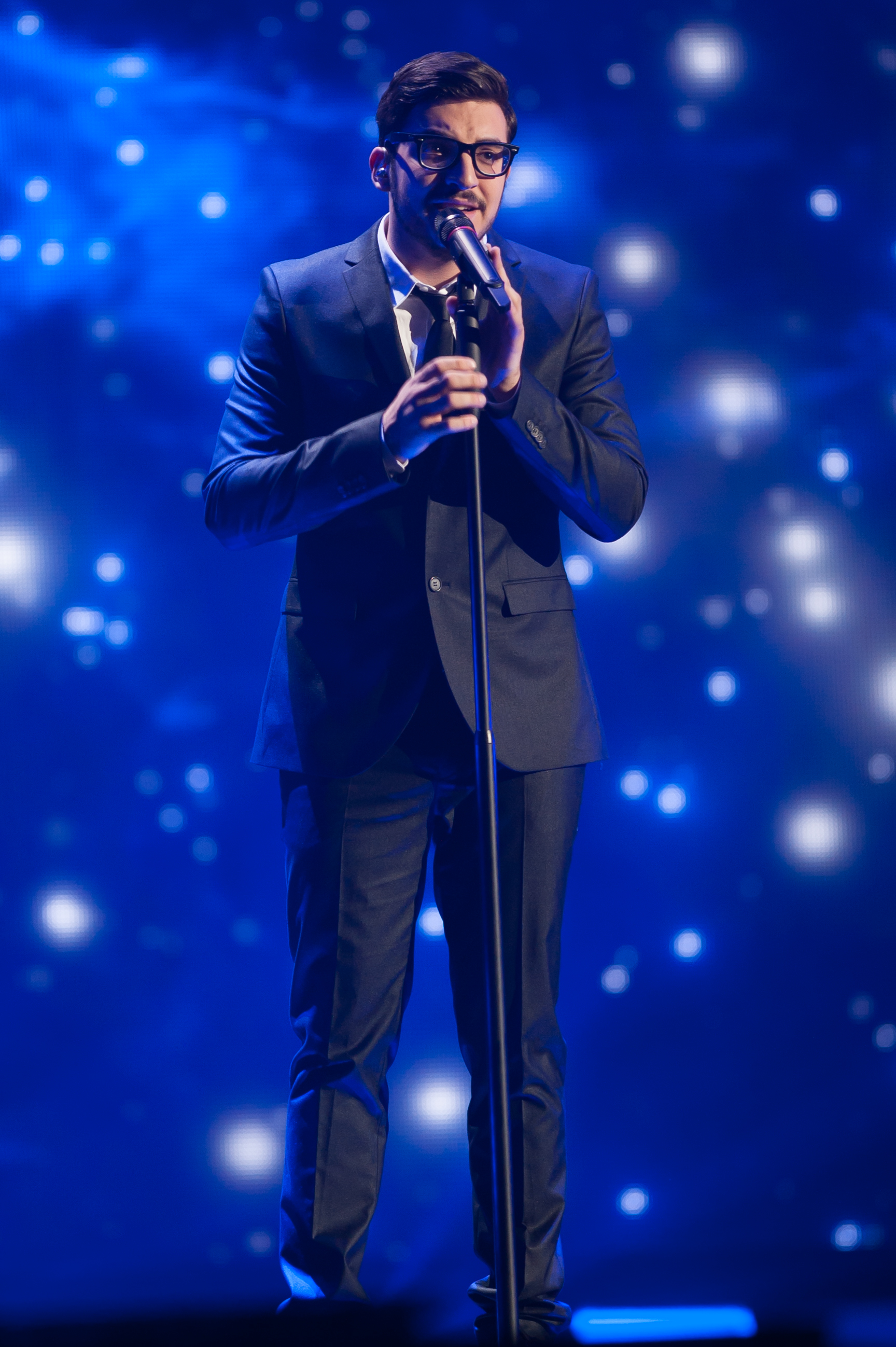
Yánnis Karayánnis à Vienne (2015)
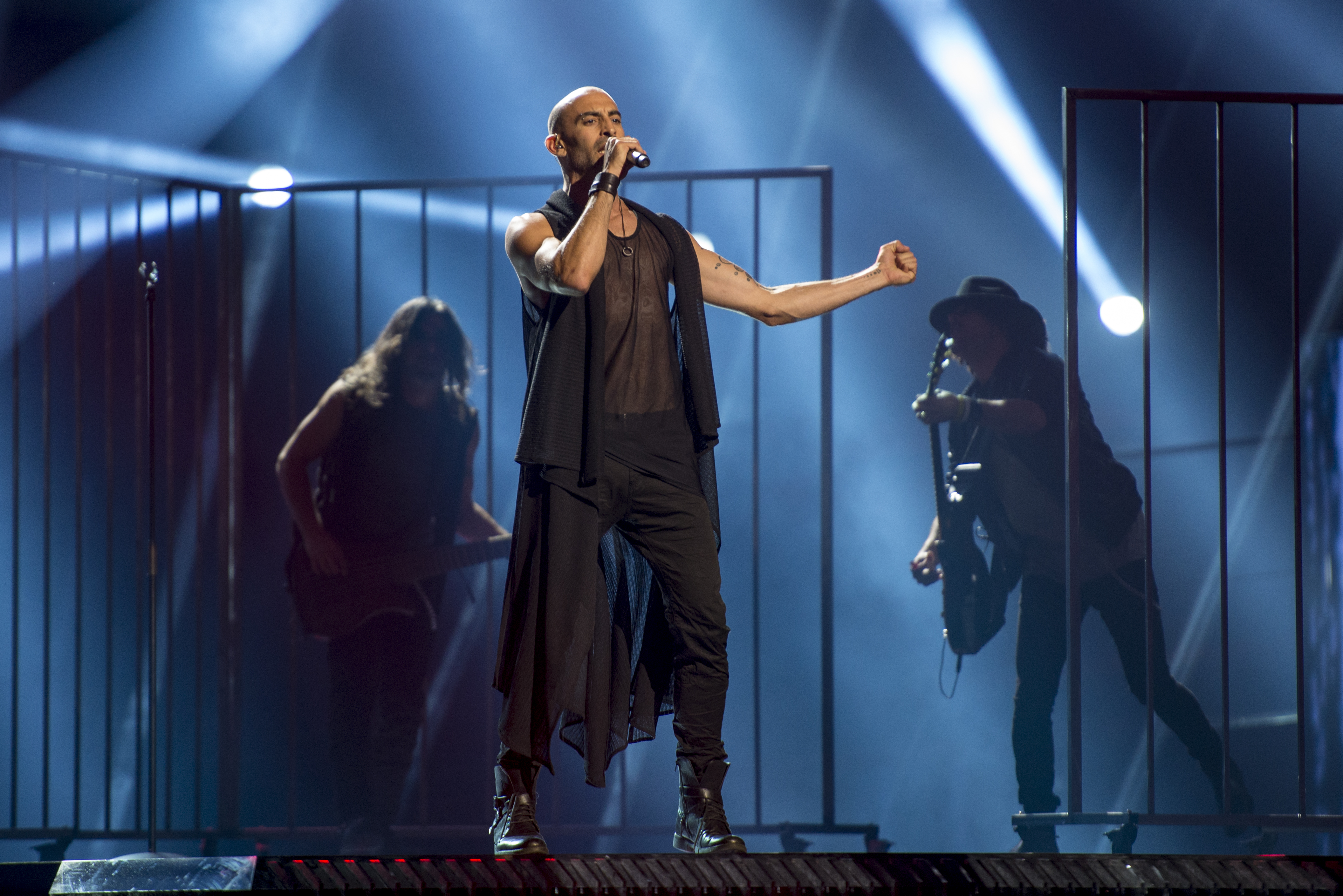
Minus One à Stockholm (2016)
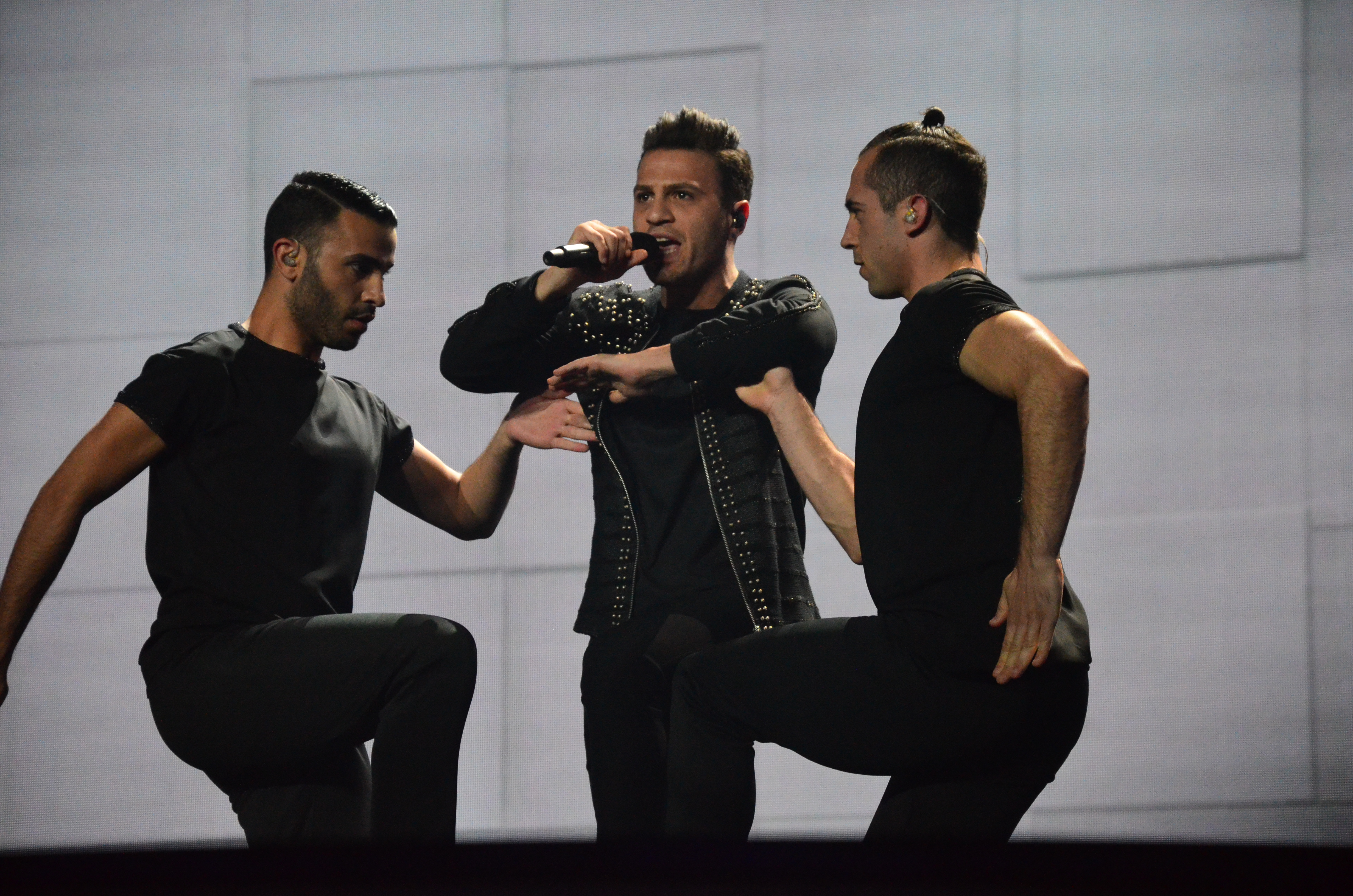
Hovig à Kiev (2017)
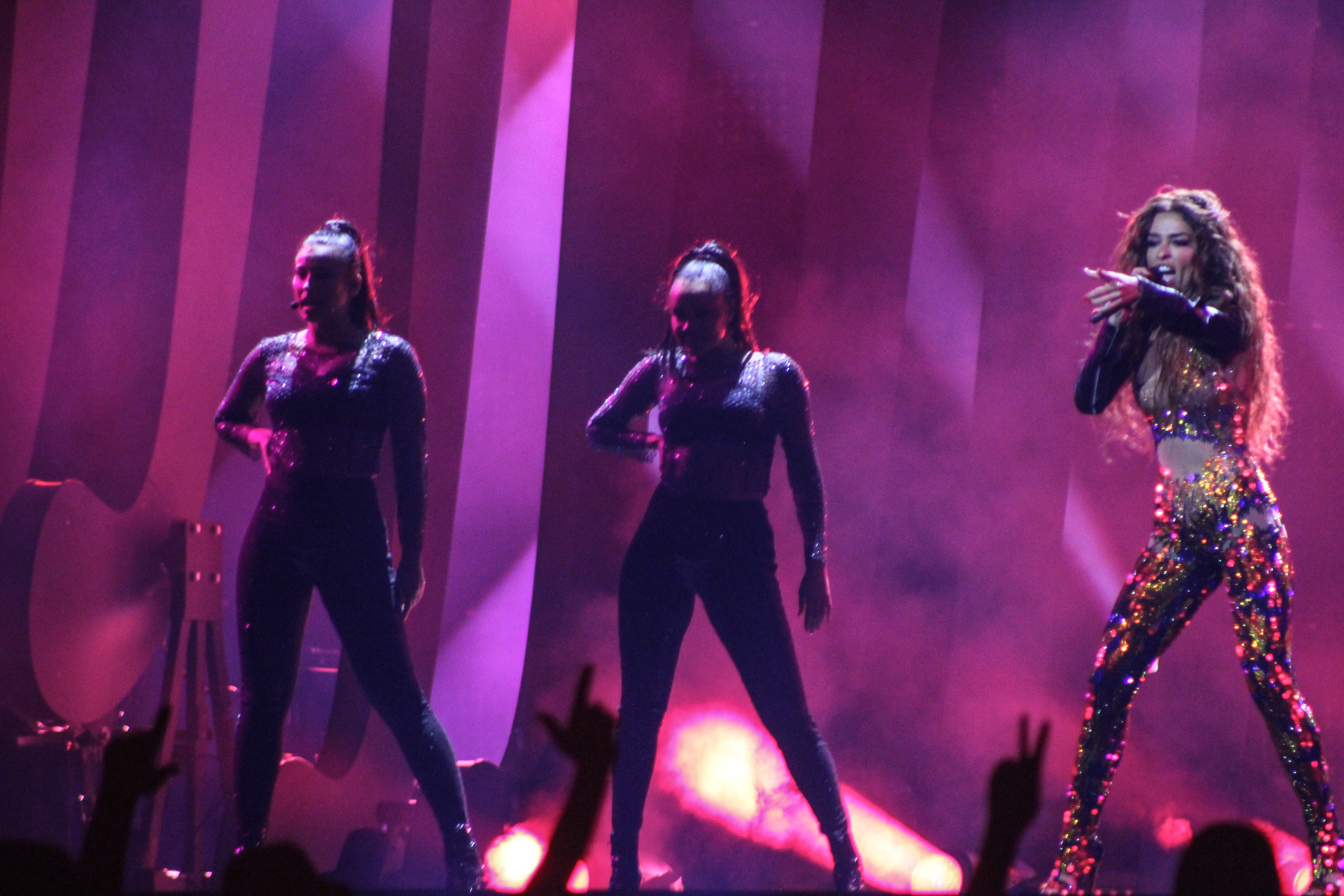
Eleni Foureira à Lisbonne (2018)
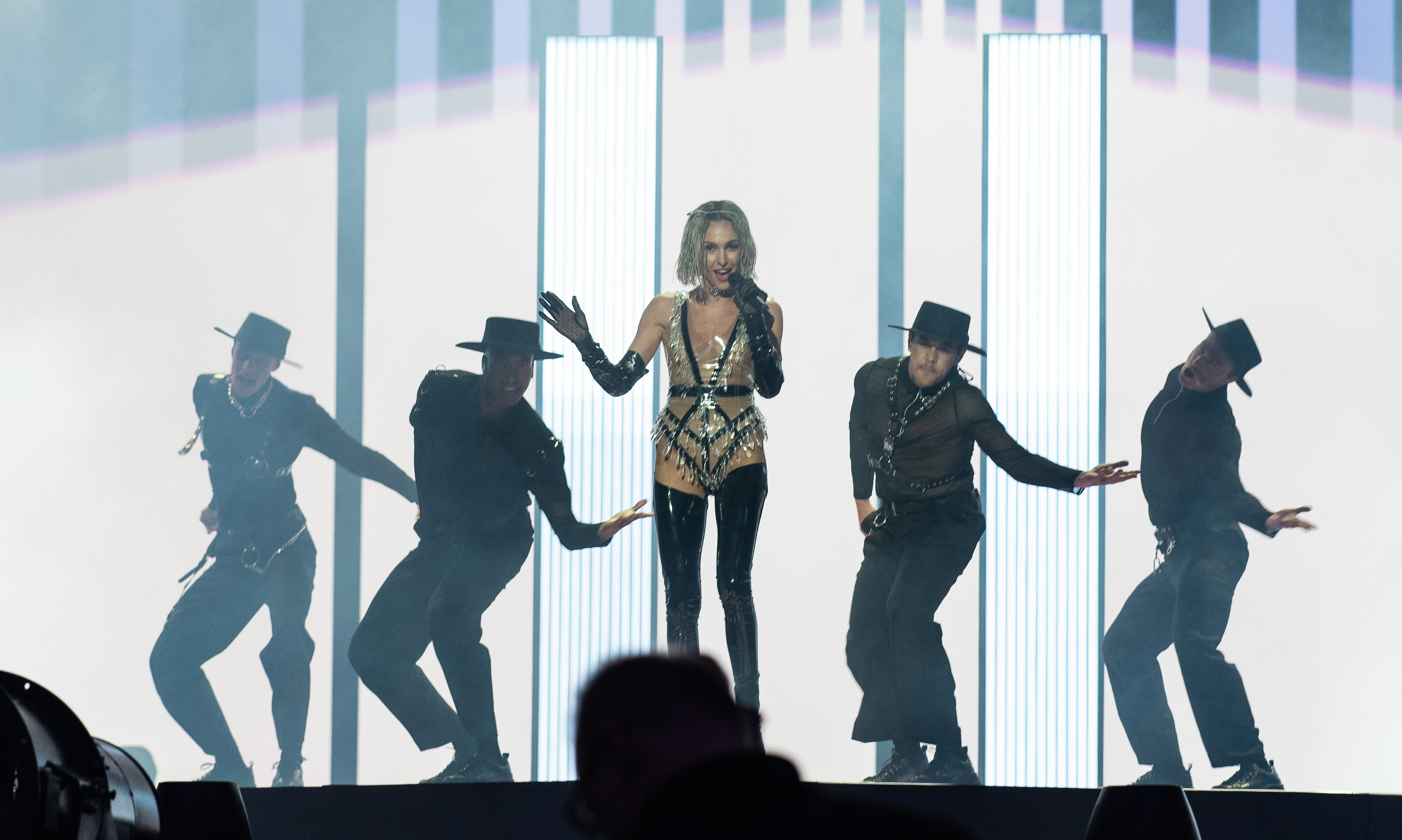
Tamta à Tel Aviv (2019)
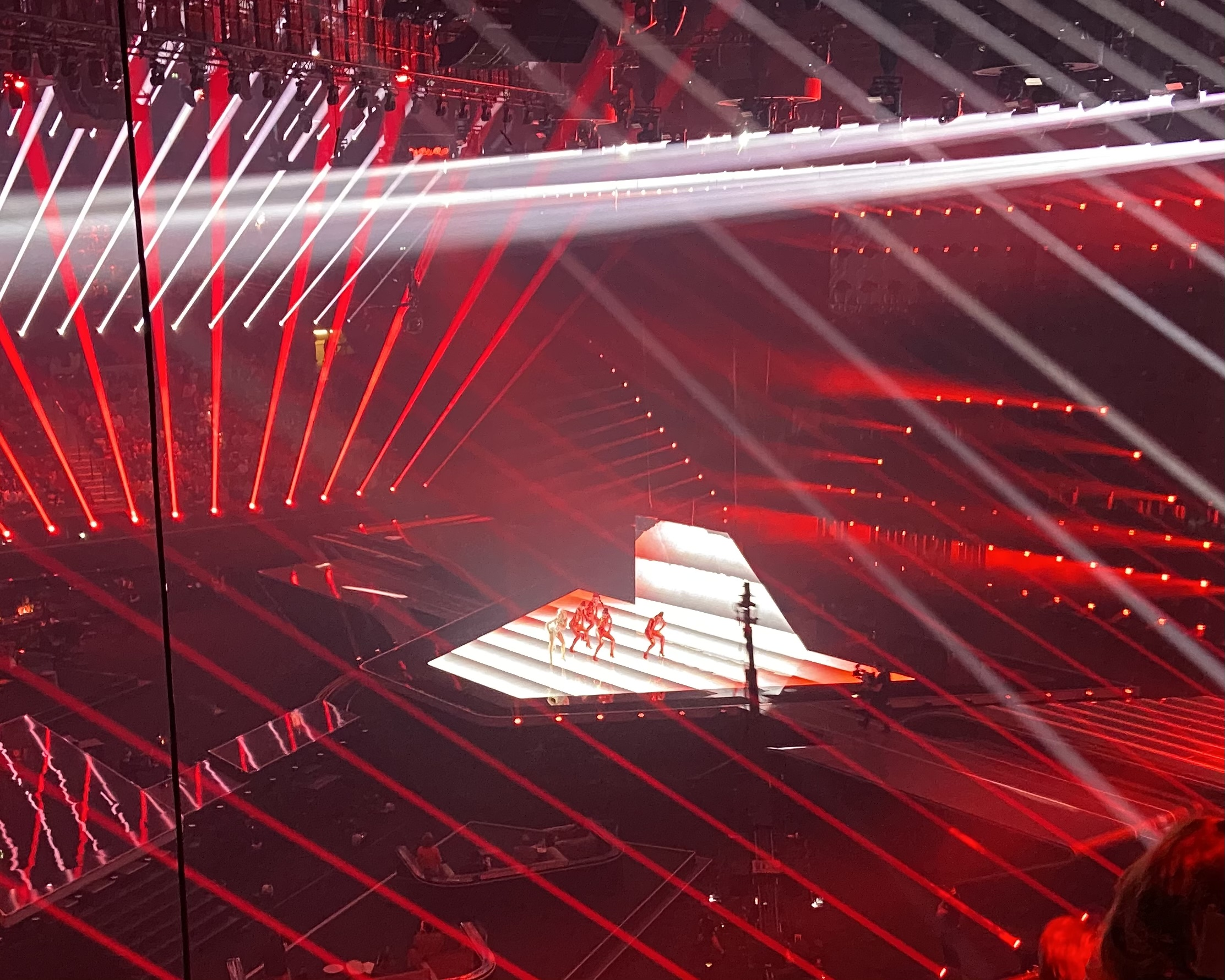
Élena Tsagkrinoú à Rotterdam ((2021)
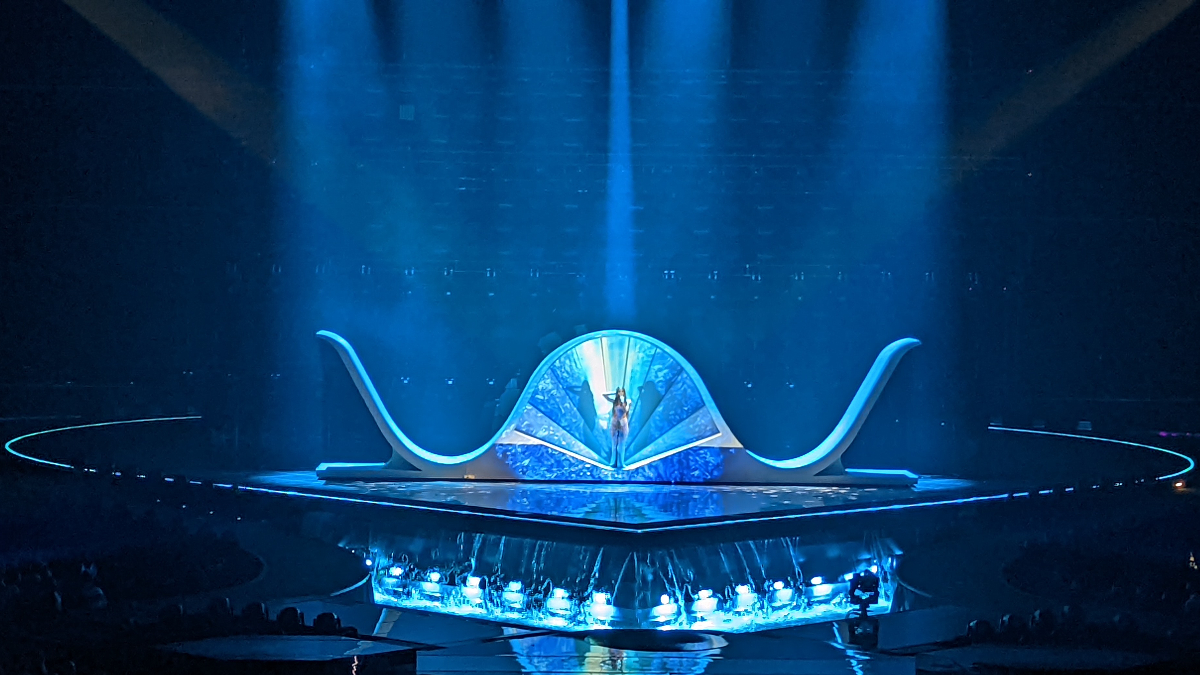
Andromache à Turin (2022)
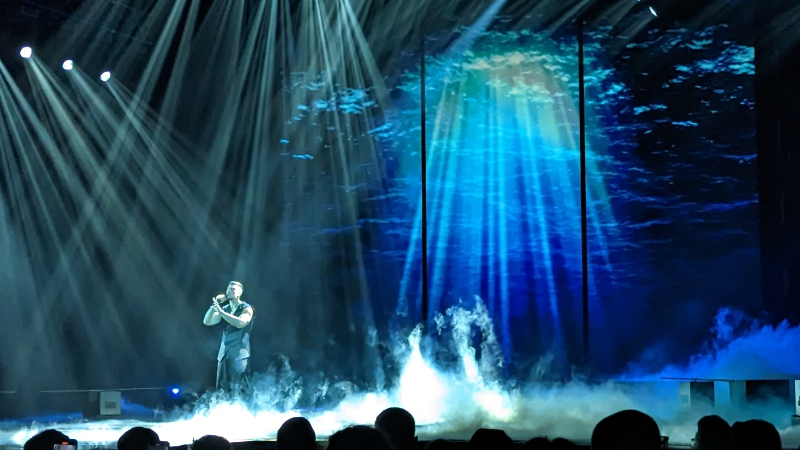
Andrew Lambrou à Liverpool (2023)
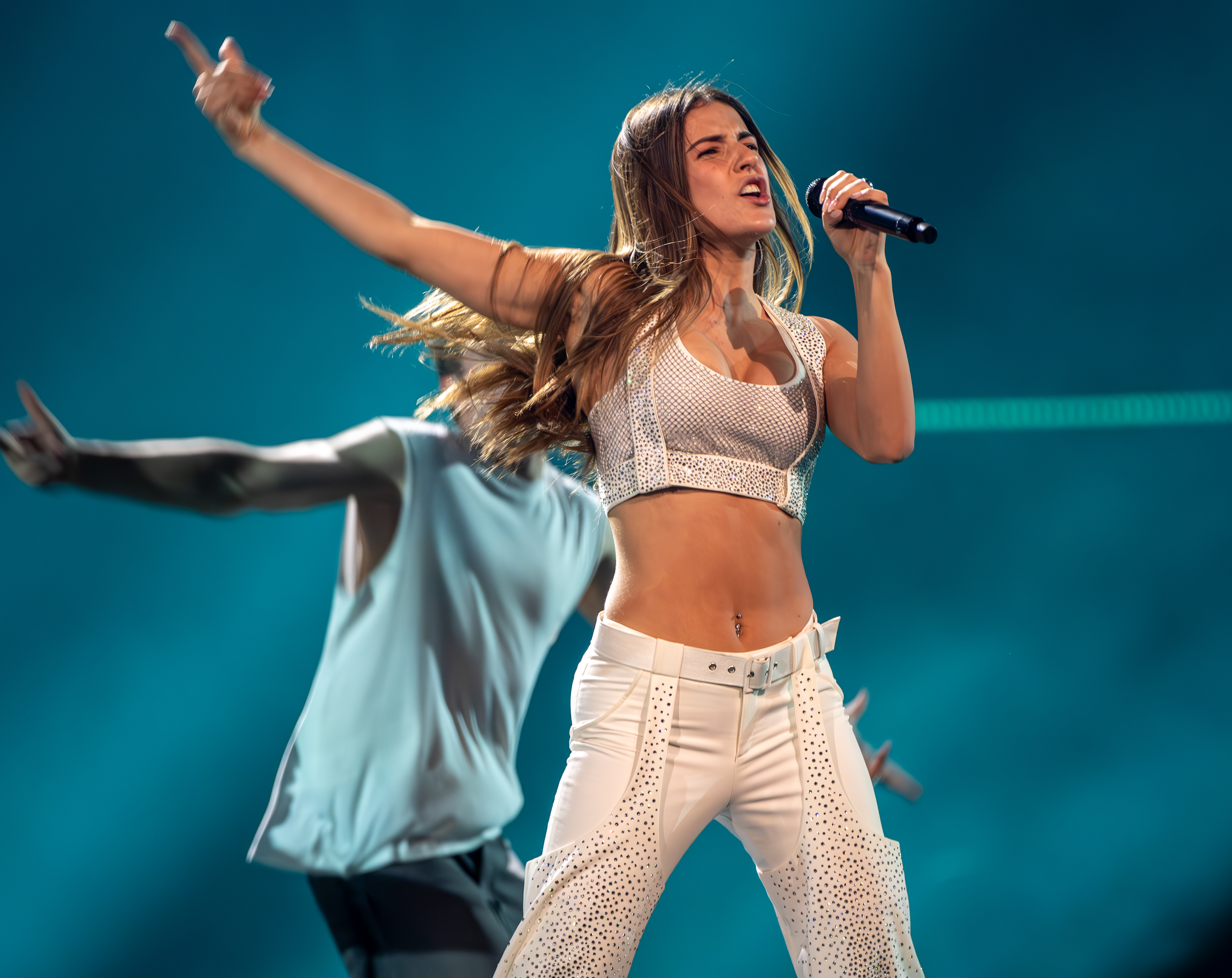
Silia Kapsis à Malmö (2024)
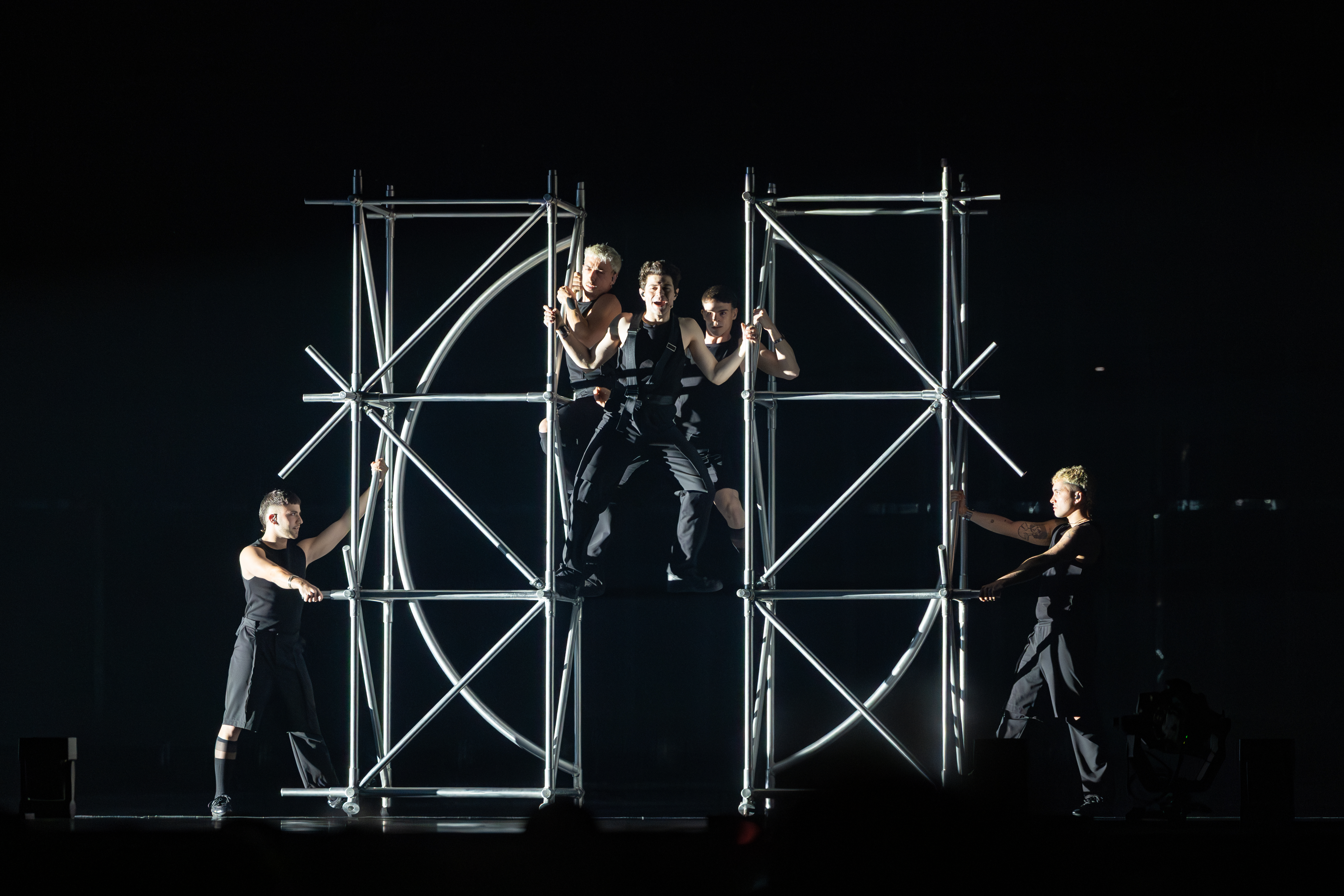
Theo Evan à Bâle (2025)

## Chefs d'orchestre, commentateurs et porte-paroles
| Année | Chef d'orchestre                                     | Commentateur(s)                                      | Porte-parole                                         |
| ----- | ---------------------------------------------------- | ---------------------------------------------------- | ---------------------------------------------------- |
| 1981  | Michael Rozakis                                      | Fryni Papadopoulou                                   | Anna Partelidou                                      |
| 1982  | Martyn Ford                                          | Fryni Papadopoulou                                   | Anna Partelidou                                      |
| 1983  | Michael Rozakis                                      | Fryni Papadopoulou                                   | Anna Partelidou                                      |
| 1984  | Pierre Cao                                           | Pavlos Pavlou                                        | Anna Partelidou                                      |
| 1985  | Charis Andreadis                                     | Themis Themistokleous                                | Anna Partelidou                                      |
| 1986  | Martyn Ford                                          | Neophytos Taliotis                                   | Anna Partelidou                                      |
| 1987  | Jo Carlier                                           | Fryni Papadopoulou                                   | Anna Partelidou                                      |
| 1988  | retrait                                              | retrait                                              | retrait                                              |
| 1989  | Charis Andreadis                                     | Neophytos Taliotis                                   | Anna Partelidou                                      |
| 1990  | Stanko Selak                                         | Neophytos Taliotis                                   | Anna Partelidou                                      |
| 1991  | Alexander Kirov Zografov                             | Evi Papamichail                                      | Anna Partelidou                                      |
| 1992  | George Theophanous                                   | Evi Papamichail                                      | Anna Partelidou                                      |
| 1993  | George Theophanous                                   | Evi Papamichail                                      | Anna Partelidou                                      |
| 1994  | George Theophanous                                   | Evi Papamichail                                      | Anna Partelidou                                      |
| 1995  | George Theophanous                                   | Neophytos Taliotis                                   | Andreas Iakovidis                                    |
| 1996  | Stavros Lantsias                                     | Evi Papamichail                                      | Marios Skordis                                       |
| 1997  | Stavros Lantsias                                     | Evi Papamichail                                      | Marios Skordis                                       |
| 1998  | Costas Cacogiannis                                   | Evi Papamichail                                      | Marina Maleni                                        |
| 1999  |                                                      | Evi Papamichail                                      | Marina Maleni                                        |
| 2000  | Loukas Hamatsos                                      | Evi Papamichail                                      |                                                      |
| 2001  | relégation                                           | Evi Papamichail                                      |                                                      |
| 2002  | Melani Steliou                                       | Evi Papamichail                                      |                                                      |
| 2003  | Loukas Hamatsos                                      | Evi Papamichail                                      |                                                      |
| 2004  | Loukas Hamatsos                                      | Evi Papamichail                                      |                                                      |
| 2005  | Melani Steliou                                       | Evi Papamichail                                      |                                                      |
| 2006  | Constantínos Christofórou                            | Evi Papamichail                                      |                                                      |
| 2007  | Vaso Komninou                                        | Giannis Haralambous                                  |                                                      |
| 2008  | Melina Karageorgiou                                  | Hristina Marouhou                                    |                                                      |
| 2009  | Melina Karageorgiou                                  | Sophia Paraskeva                                     |                                                      |
| 2010  | Melina Karageorgiou                                  | Christína Metaxá                                     |                                                      |
| 2011  | Melina Karageorgiou                                  | Loukas Hamatsos                                      |                                                      |
| 2012  | Melina Karageorgiou                                  | Loukas Hamatsos                                      |                                                      |
| 2013  | Melina Karageorgiou                                  | Loukas Hamatsos                                      |                                                      |
| 2014  | Melina Karageorgiou                                  | retrait                                              |                                                      |
| 2015  | Melina Karageorgiou                                  | Loukas Hamatsos                                      |                                                      |
| 2016  | Melina Karageorgiou                                  | Loukas Hamatsos                                      |                                                      |
| 2017  | Tasos Tryfonos et Christiana Artemiou                | Yánnis Karayánnis                                    |                                                      |
| 2018  | Costas Constantinou et Vaso Komninou                 | Hovig Demirdjian                                     |                                                      |
| 2019  | Tasos Trifonos et Evrydíki                           | Hovig Demirdjian                                     |                                                      |
| 2020  | Concours annulé en raison de la pandémie de COVID-19 | Concours annulé en raison de la pandémie de COVID-19 | Concours annulé en raison de la pandémie de COVID-19 |
| 2021  |                                                      | Louis Patsalides                                     | Loukas Hamatsos                                      |

## Historique de vote
Depuis 1981, Chypre a attribué en finale le plus de points à :
| Rang | Pays        | Points |
| ---- | ----------- | ------ |
| 1    | Grèce       | 437    |
| 2    | Italie      | 163    |
| 3    | France      | 150    |
| 4    | Suède       | 149    |
| 5    | Espagne     | 143    |
| 6    | Russie      | 129    |
| 7    | Israël      | 128    |
| 8    | Ukraine     | 106    |
| 9    | Irlande     | 94     |
| 9    | Royaume-Uni | 94     |

Depuis 1981, Chypre a reçu en finale le plus de points de la part de :
| Rang | Pays        | Points |
| ---- | ----------- | ------ |
| 1    | Grèce       | 369    |
| 2    | Malte       | 105    |
| 3    | Royaume-Uni | 90     |
| 4    | Espagne     | 78     |
| 5    | Suède       | 72     |
| 6    | Arménie     | 69     |
| 6    | Finlande    | 69     |
| 8    | Danemark    | 68     |
| 9    | Norvège     | 67     |
| 10   | Albanie     | 65     |
| 10   | Irlande     | 65     |
| 10   | Russie      | 65     |

### 12 Points
Légende
 Vainqueur - Chypre a donné 12 points à la chanson victorieuse / Chypre a reçu 12 points et a gagné le concours
 2e place - Chypre a donné 12 points à la chanson arrivée à la seconde place / Chypre a reçu 12 points et est arrivée deuxième
 3e place - Chypre a donné 12 points à la chanson arrivée à la troisième place / Chypre a reçu 12 points et est arrivée troisième
 Qualifiée - Chypre a donné 12 points à une chanson parvenue à se qualifier pour la finale / Chypre a reçu 12 points et s'est qualifiée pour la finale
 Non-qualifiée - Chypre a donné 12 points à une chanson éliminée durant les demi-finales / Chypre a reçu 12 points mais n'est pas parvenue à se qualifier pour la finale
| Année         | Attribués   | Attribués                          | Reçus                                         | Reçus                                  |
| Année         | Finale      | Demi-Finale                        | Finale                                        | Demi-Finale                            |
| 1981          | Irlande     | Pas de demi-finales                | Grèce                                         | Pas de demi-finales                    |
| 1982          | Allemagne   | Pas de demi-finales                | Norvège Pays-Bas                              | Pas de demi-finales                    |
| 1983          | Grèce       | Pas de demi-finales                | Aucun                                         | Pas de demi-finales                    |
| 1984          | Suède       | Pas de demi-finales                | Yougoslavie                                   | Pas de demi-finales                    |
| 1985          | Allemagne   | Pas de demi-finales                | Aucun                                         | Pas de demi-finales                    |
| 1986          | Yougoslavie | Pas de demi-finales                | Aucun                                         | Pas de demi-finales                    |
| 1987          | Grèce       | Pas de demi-finales                | Grèce                                         | Pas de demi-finales                    |
| 1989          | Grèce       | Pas de demi-finales                | Islande                                       | Pas de demi-finales                    |
| 1990          | Italie      | Pas de demi-finales                | Aucun                                         | Pas de demi-finales                    |
| 1991          | Espagne     | Pas de demi-finales                | France Grèce Malte                            | Pas de demi-finales                    |
| 1992          | Grèce       | Pas de demi-finales                | Aucun                                         | Pas de demi-finales                    |
| 1993          | Grèce       | Pas de demi-finales                | Aucun                                         | Pas de demi-finales                    |
| 1994          | Grèce       | Pas de demi-finales                | Grèce                                         | Pas de demi-finales                    |
| 1995          | Grèce       | Pas de demi-finales                | Hongrie                                       | Pas de demi-finales                    |
| 1996          | Portugal    | Pas de demi-finales                | Grèce Royaume-Uni                             | Pas de demi-finales                    |
| 1997          | Grèce       | Pas de demi-finales                | Grèce Islande                                 | Pas de demi-finales                    |
| 1998          | Grèce       | Pas de demi-finales                | Grèce                                         | Pas de demi-finales                    |
| 1999          | Islande     | Pas de demi-finales                | Aucun                                         | Pas de demi-finales                    |
| 2000          | Russie      | Pas de demi-finales                | Aucun                                         | Pas de demi-finales                    |
| 2002          | Grèce       | Pas de demi-finales                | Grèce Malte                                   | Pas de demi-finales                    |
| 2003          | Grèce       | Pas de demi-finales                | Grèce                                         | Pas de demi-finales                    |
| 2004          | Grèce       | Grèce                              | Grèce                                         | Grèce Monaco                           |
| 2005          | Grèce       | Roumanie                           | Grèce Malte                                   | Qualifiée d'office                     |
| 2006          | Grèce       | Arménie                            | Non qualifiée                                 | Grèce                                  |
| 2007          | Grèce       | Bulgarie                           | Non qualifiée                                 | Grèce                                  |
| 2008          | Grèce       | Géorgie                            | Non qualifiée                                 | Royaume-Uni                            |
| 2009          | Grèce       | Grèce                              | Non qualifiée                                 | Grèce                                  |
| 2010          | Grèce       | Arménie                            | Grèce                                         | Croatie                                |
| 2011          | Grèce       | Suède                              | Non qualifiée                                 | Aucun                                  |
| 2012          | Grèce       | Grèce                              | Grèce Suède                                   | Grèce Islande                          |
| 2013          | Grèce       | Ukraine                            | Non qualifiée                                 | Aucun                                  |
| 2015          | Italie      | Suède                              | Aucun                                         | Aucun                                  |
| 2016 Jury     | Russie      | Russie                             | Aucun                                         | Aucun                                  |
| 2016 Télévote | Bulgarie    | Grèce                              | Grèce                                         | Grèce                                  |
| 2017 Jury     | Grèce       | Grèce                              | Grèce                                         | Arménie                                |
| 2017 Télévote | Grèce       | Grèce                              | Arménie Grèce                                 | Arménie Grèce                          |
| 2018 Jury     | Suède       | Israël                             | Biélorussie Espagne Grèce Irlande Malte Suède | Albanie Irlande                        |
| 2018 Télévote | Bulgarie    | Grèce                              | Arménie Bulgarie Grèce                        | Albanie Arménie Bulgarie Croatie Grèce |
| 2019 Jury     | Grèce       | Grèce                              | Grèce                                         | Grèce                                  |
| 2019 Télévote | Grèce       | Grèce                              | Géorgie Grèce                                 | Grèce                                  |
| 2021 Jury     | Grèce       | Malte                              | Grèce                                         | Slovénie                               |
| 2021 Télévote | Grèce       | Lituanie                           | Grèce Russie                                  | Malte                                  |
| 2022 Jury     | Grèce       | Suède                              | Non qualifiée                                 | Aucun                                  |
| 2022 Télévote | Ukraine     | Serbie                             | Non qualifiée                                 | Azerbaïdjan                            |
| 2023 Jury     | Suède       | Pas de vote du jury en demi-finale | Aucun                                         | Pas de vote du jury en demi-finale     |
| 2023 Télévote | Israël      | Grèce                              | Grèce                                         | Grèce                                  |
| 2024 Jury     | Croatie     | Pas de vote du jury en demi-finale | Aucun                                         | Pas de vote du jury en demi-finale     |
| 2024 Télévote | Grèce       | Ukraine                            | Grèce                                         | Azerbaïdjan Moldavie                   |